# Bibiana Mossakowska
Bibiana Maria Mossakowska (ur. 30 września 1933 w Ciechanowie) – polska lekarka, chirurg dziecięcy, neurochirurg i chirurg noworodków. Wprowadziła do polskiej terminologii medycznej pojęcia: zespół dziecka maltretowanego i zespół dziecka potrząsanego.

## Życiorys
Jest córką stomatologów z Ciechanowa, Barbary i Zygmunta Kamińskich. Ukończyła I Liceum Ogólnokształcące im. Zygmunta Krasińskiego. Medycynę studiowała na Akademii Medycznej w Gdańsku. Od 1969 ma II stopień specjalizacji w chirurgii dziecięcej. Przez 49 lat pracowała w Szpitalu Bielańskim w Warszawie, w tym przez trzydzieści lat była ordynatorem Oddziału Chirurgii Dziecięcej. Habilitowała się w 1990 w Wojskowej Akademii Medycznej w Łodzi na podstawie oceny dorobku naukowego i rozprawy pt. Ocena możliwości chirurgicznego leczenia rany oparzeniowej. W 1999 uzyskała tytuł profesora nauk medycznych.
Organizowała oddział chirurgii dziecięcej w Wojewódzkim Szpitalu Specjalistycznym w Ciechanowie. Była współtwórcą Wydziału Pielęgniarstwa Państwowej Wyższej Szkoły Zawodowej w Ciechanowie. Przez trzy lata była prorektorem tej uczelni. W 2007 uzyskała honorowe obywatelstwo Ciechanowa. Była jednym z ambasadorów kampanii Reaguj. Masz prawo, której głównym celem była zmiana biernej postawy ludzi wobec aktów krzywdzenia dzieci i zmniejszenie społecznego przyzwolenia na stosowanie przemocy.
W 1981 była współorganizatorką Komitetu Ochrony Praw Dziecka (wraz z Marią Łopatkową). Była również jego wiceprzewodniczącą. W latach 90. była członkiem Rady Fundacji Dzieci Niczyje oraz międzynarodowej organizacji International Society for Prevention of Child Abuse and Neglect. Była także członkiem Polskiego Towarzystwa Chirurgii Plastycznej, Rekonstrukcyjnej i Estetycznej oraz Komitetu Rozwoju Człowieka PAN. Jest członkiem honorowym Polskiego Towarzystwa Chirurgów Dziecięcych.

## Publikacje
Jest autorką lub współautorką 149 publikacji naukowych. Zrealizowała też pięć filmów z dziedziny chirurgii dziecięcej, neurochirurgii i chirurgii noworodków. Zasiadała w radzie programowej dwumiesięcznika „Niebieska Linia” związanego z tematyką przemocy interpersonalnej.

## Wyróżnienia i odznaczenia
W 2013 Rzecznik Praw Dziecka wyróżnił ją Odznaką Honorową Za Zasługi dla Ochrony Praw Dziecka. Jest kawalerem Orderu Uśmiechu.